# Sostolnica San Secondiano, Chiusi
Sostolnica San Secondiano je glavno mesto čaščenja v mestu Chiusi v pokrajini Siena, škofiji Montepulciano-Chiusi-Pienza.

## Zgodovina
Sostolnica iz 6. stoletja in preoblikovana v 12. stoletju, je v času škofa Giuseppa Pannilinija, med letoma 1775 do 1822, doživela obsežne obnove. Kasneje je bila v letih 1887-1894 pod vodstvom Giuseppa Partinija korenito preurejena. Ta slednja dela so med drugim pripeljala do predelave fasade, pred njo pa je bil dorski portik, ki izstopa po svoji arhitekturni postavitvi, in združuje rimske zgodnjekrščanske like z bizantinsko-ravenskimi motivi.
Izkopavanja, izvedena v 1970-ih na območju prezbiterija, so razkrila stavbo pod sedanjo, ki je bila zgrajena na ostankih še starejše stavbe. Gre za tridelno baziliko s štirioglatimi slopi, poslikanimi ometanimi stenami in mozaičnim tlakom iz konca 4. stoletja do začetka 5. stoletja. Sostolnica je bila nato obnovljena sredi 6. stoletja, delno pa so bili obnovljena arhitekturni elementi antične bazilike.

## Opis
Za zunanjost je značilen ločen zvonik, zgrajen leta 1585, ki je spremenjen obrambni stolp. Pod stolpom, visokim približno 12 metrov, je rimski bazen iz 1. stoletja pred našim štetjem. sestavljena iz dveh obokanih prostorov.
Notranjost je bazilikalne oblike s tremi velikimi ladjami, razdeljenimi z osemnajstimi različnimi stebri, ki so bili uporabljeni od starejših, morda rimskih, zgradb. Stebri v marmorju in travertinu s kapiteli v različnih slogih spominjajo na zgodnjekrščansko gradnjo, ki ji je sledila renesansa in nato prestrukturiranje iz 19. stoletja. Tretji steber na levi strani ima vpis z imenom škofa Florentina, ki omogoča, da se stavba datira v čas 558-560. Na vsaki strani nad loki je osem velikih oken.
Ladje so bile ponovno odprte med deli, ki so jih izvajali med letoma 1884 in 1894. Stene osrednje ladje, del pročelja in apside je v mozaiku ravenskega in rimskega sloga poslikali Sienčan Arturo Viligiardi v poznem 19. stoletju. Po zapletenem ikonografskem programu sta v osrednji ladji na levi in desni upodobljeni dve vrsti svetnikov in mučencev, pokopanih v katakombah ali povezani z zgodovinskim dogodkom Santa Mustiola. Slika apside, ki jo navdihujejo mozaiki bazilike Santa Maria Maggiore v Rimu, je iz leta 1892, na desni je upodobljen mučenec Orsola (1894), na levi pa sv. Katarina Aleksandrijska
Levo in desno od osrednjih vhodnih vrat sta dva epigrafa, ki jih je izrisal Sinebuto, naslednik škofa Montana (731-740). Vstopimo, takoj na desni je svetišče, ki ga je naslikal Arturo Viligiardi, podprt z dvema rimsko izdelanima stebroma, ki prihajata iz porušene cerkve Santa Mustiola in sta pripadala ciboriju, ki ga je okoli leta 728 postavil vojvoda Gregorio. V notranjosti je monolitna marmornata kotlina, ki tvori krstilnik, s kipom Janeza Krstnika. Na levi je grob sv. Mustiola, kamnita urna, v katero so bili leta 1474 postavljeni ostanki svetnika, skupaj s starodavno glineno urno, potem ko je bilo truplo ekshumirano iz groba iz 5. stoletja, postavljeno za glavni oltar porušene cerkve Santa Mustiola. Dva stebra in travertinski kamni kenotafa so ponovno uporabljeni material iz Santa Mustiola.
Leta 1785 so postavili nov glavni oltar, v katerem naj bi bila urna sv. Mustiola, oltar je bil nato v 1970-ih prestavljen v zakristijo, da bi omogočili izkopavanja v prezbiteriju. Od prvotnega oltarja verjetno ostajata dva razdrobljena arhitekturna kamnita elementa, ohranjena na straneh glavnega portala. V prezbiteriju je izklesan lesen kor iz leta 1660. Kapela Blaženega zakramenta, ki se odpira na levi, je bila zgrajena leta 1801; tam je oltarna slika z Čaščenje otroka med svetnikoma Secondiano in Girolamo, Sienčana Bernardina Fungaija (zgodnje 15. stoletje).
V desni ladji se odpira Marijina kapela. Prvotno je bila posvečena sveti Katarini Sienski, zgradil pa jo je škof Alfonso Petrucci, ki si je želel, da bi bil pokopan pod tlemi. Freska na oltarju je delo Artura Viligiardija in prikazuje sv. Katarino, ki se čudežno nauči brati (1893).
Na pevski empori so orgle, ki jih je leta 1814 zgradil Giosuè Agati in so bile nato večkrat spremenjene; imajo popolnoma mehanski prenos, 24 registrov in so zaprte znotraj lesenega ohišja preproste geometrijske izdelave.